# Wandzinów
Wandzinów (prononciation : [vanˈd͡ʑinuf]) est un village polonais de la gmina d'Odrzywół dans le powiat de Przysucha de la voïvodie de Mazovie dans le centre-est de la Pologne.
Il se situe à environ 6 kilomètres au nord-ouest d'Odrzywół (siège de la gmina), 22 kilomètres au nord-ouest de Przysucha (siège du powiat) et à 84 kilomètres au sud-ouest de Varsovie (capitale de la Pologne).
Le village compte approximativement une population de 90 habitants en 2006.

## Histoire
De 1975 à 1998, le village appartenait administrativement à la voïvodie de Radom.